# Óriásharcsafélék
Az óriásharcsafélék (Pangasiidae) a sugarasúszójú halak (Actinopterygii) osztályába és a harcsaalakúak (Siluriformes) rendjébe tartozó család.

## Rendszertani besorolásuk és kifejlődésük
Ebbe a csontoshal-családba jelenleg 29 élő faj és 2 fosszilis faj tartozik.
Ez a harcsacsalád monofiletikus csoportot, azaz egy közös rendszertani őstől származó élőlények összességét alkotják. Azonban egyes kutatás azt mutatja, hogy nem önálló családról van szó, hanem részei a Schilbeidae nevű harcsacsaládnak; ha ez így van, akkor a jövőben az óriásharcsafélék, mint család megfog szűnni.
A 29 élő faj mellett, még két fosszilis fajról is tudunk. Az egyik a Cetopangasius chaetobranchus, mely a miocén korban élt; a másik a Pangasius indicus, amelynek a létezési idejét eddig még nem lehetett pontosan behatárolni - akármikor élhetett az eocéntól egészen a miocénig.

## Előfordulásuk
Ezek a harcsák Pakisztántól kezdve Borneóig többfelé is előfordulnak; többségüket a túlhalászás veszélyezteti.

## Megjelenésük
E családon belül találhatók az egyik legnagyobb testű édesvízi halak; néhányuk elérheti a 300 centiméteres hosszúságot is, de 18 centiméteres fajok is vannak. A hátúszójuk – más harcsáktól eltérően – jóval előbbre van. A farok alatti úszójuk elnyúlt, és fajtól függően 26–46 sugarú. A legtöbb fajnak két pár harcsabajsza van. Az egyetlen zsírúszójuk kicsi.

## Életmódjuk
Általában növényevőek; de étrendjüket kiegészíthetik gerinctelenekkel és kisebb halakkal is.

## Rendszerezés
A családba az alábbi 4 élő és 1 fosszilis nem tartozik:
- †Cetopangasius Roberts & Jumnongthai, 1999 - 1 faj
- Helicophagus Bleeker, 1858 - 3 faj
- Pangasianodon Chevey, 1930 - 2 faj
- Pangasius Valenciennes in G. Cuvier & Valenciennes, 1840 - 22 élő faj és 1 fosszilis faj
- Pseudolais Vaillant, 1902 - 2 faj

### Fordítás
- Ez a szócikk részben vagy egészben  a   Shark catfish című angol Wikipédia-szócikk ezen változatának fordításán alapul.  Az eredeti cikk szerkesztőit annak laptörténete sorolja fel. Ez a jelzés csupán a megfogalmazás eredetét és a szerzői jogokat jelzi, nem szolgál a cikkben szereplő információk forrásmegjelöléseként.